# Stade Chaban-Delmas
Le stade Chaban-Delmas est un stade situé à Bordeaux dans le département de la Gironde. Il est l'élément principal de l'espace sportif du Parc Lescure. Il a accueilli l'équipe de football des Girondins de Bordeaux de 1938 à 2015 et accueille actuellement l'équipe de rugby de l'Union Bordeaux Bègles (qui évolue en Top 14) depuis 2011. L'UBB devient le club résident du stade à partir de juin 2015, lorsque les Girondins de Bordeaux déménagent au Matmut Atlantique.
Sa capacité d'accueil est aujourd'hui de 33 290 personnes à la suite de différents travaux de mise aux normes ce qui fait de lui le douzième stade français en termes de places assises. Situé à proximité de l'hôpital Pellegrin de Bordeaux, le stade Chaban-Delmas est proche du centre-ville de Bordeaux. Le stade, de style moderniste, possède un certain nombre de particularités architecturales remarquables, il est entre autres le premier stade du monde avec des tribunes couvertes sans aucun pilier.
Il est inscrit à la liste des monuments historiques par arrêté du 24 octobre 2022.

## Histoire

### Origines du projet et premier stade

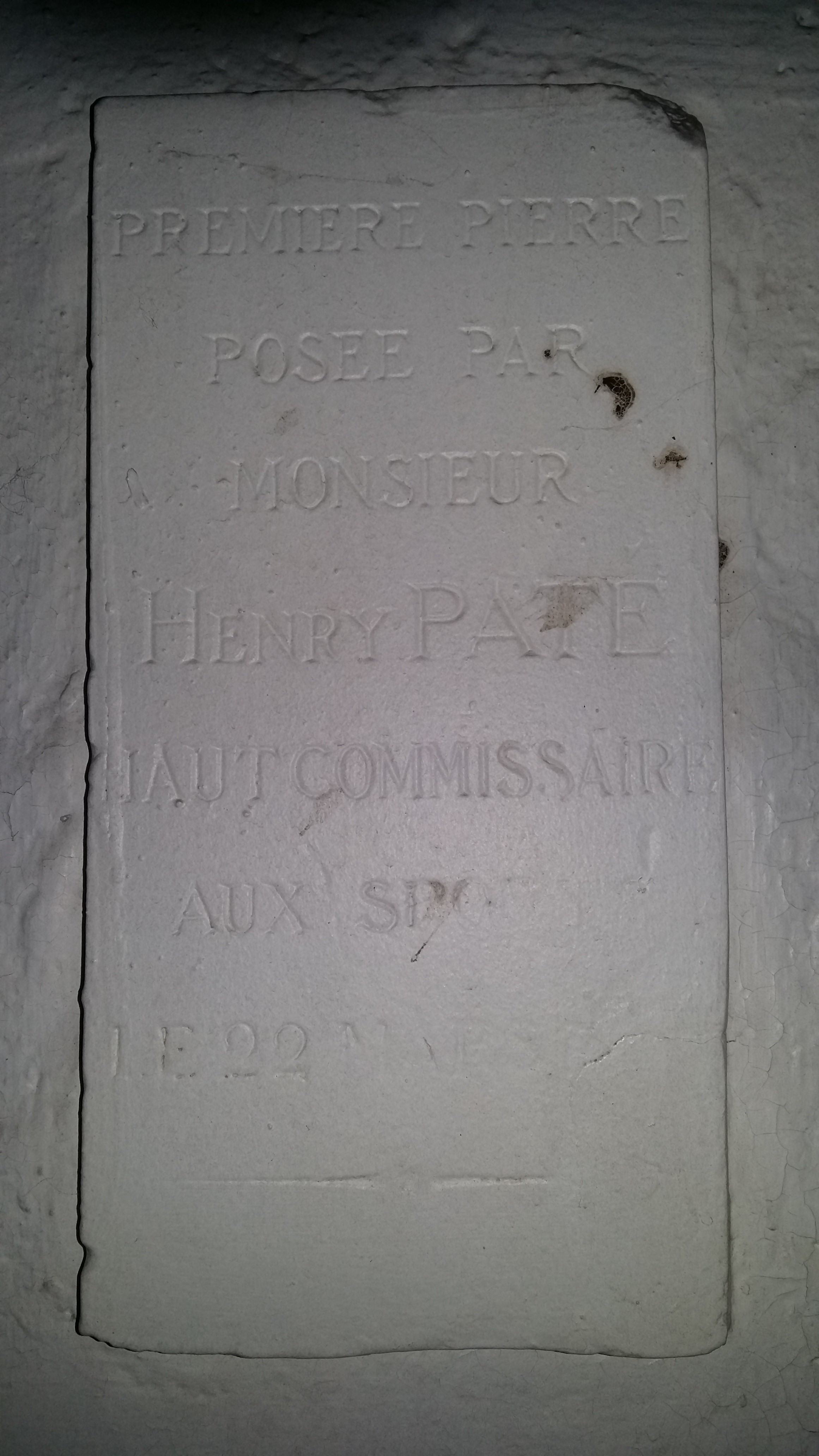
Première pierre de l'ancien « parc des sports » de Bordeaux.

En 1912, un terrain de 15 hectares appartenant à la famille Johnston est vendu à un consortium d'entrepreneurs bordelais pour être lotis. Ce terrain est issu du morcellement de la propriété de Lescure. À cette époque, ce secteur situé juste à l'extérieur du boulevard périphérique de Bordeaux, est occupé par des fermes polyvalentes et des parcelles viticoles. La pression foncière pousse l'urbanisation de Bordeaux à franchir les boulevards mais la première guerre mondiale retarde le projet.
En 1923, 7 hectares ne sont toujours pas construits en raison de leur proximité avec le lit du Peugue. Sous l'impulsion du maire de la ville, Fernand Philippart, le terrain restant est alors rétrocédé à une société philanthropique, la société immobilière des Sports afin d'y construire un « Parc des Sports ».
Cyprien Alfred-Duprat, qui s'est illustré par la construction de la maison cantonale de la bastide en est l'architecte. L'année suivante, le parc des sports de Bordeaux est inauguré. Il s'agit d'un stade polyvalent, conçu notamment pour des courses cyclistes, le long d'une piste elliptique de 400 mètres.
Des difficultés financières surviennent et obligent la société gérante du stade à le vendre en 1932. Il est évoqué un temps de vendre à nouveau le terrain à des promoteurs afin de poursuivre l'urbanisation du quartier mais c'est la ville de Bordeaux qui décide finalement de le racheter pour le maintenir dans sa vocation sportive.
Il ne reste aujourd'hui plus rien du premier stade, à part la première pierre posée, encore visible dans un recoin de l'actuel stade.
En 2022, le stade a été inscrit au titre des monuments historiques,.

### Construction du stade actuel

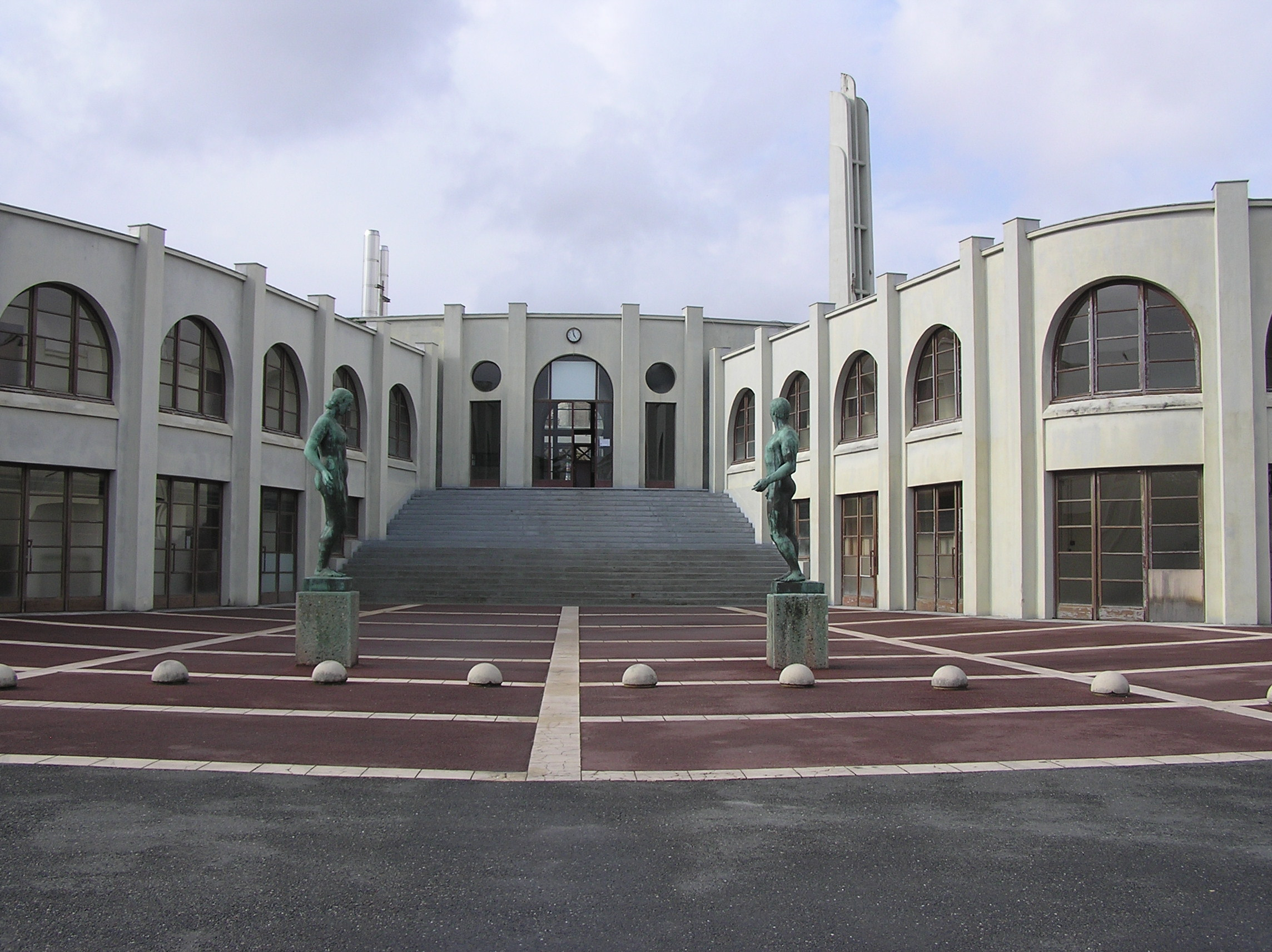
Espace sportif du Parc Lescure attenant au stade.

En 1933, le maire Adrien Marquet décide de construire le nouveau stade. Il s'intègre dans un vaste plan de travaux publics d'architecture Art-déco, incluant la nouvelle Bourse du travail, la piscine Judaïque, le bâtiment de tri postal, ou les abattoirs. Raoul Jourde, l'architecte de la controversée Régie municipale du gaz et d'électricité de Bordeaux construite en 1930 est choisi pour être l'architecte du projet.
Comme le précédent, ce nouveau stade est conçu pour être polyvalent comme il était d'usage alors. Il doit également être l'emblème de la ville dans sa vie sportive et dans sa modernité architecturale, comme les stades de la même époque construits dans d'autres villes françaises : Deuxième parc des princes à Paris, Stadium municipal à Toulouse, stade de Gerland à Lyon.
Le projet de Raoul Jourde est audacieux : il souhaite construire des tribunes entièrement couvertes sans aucun pilier pour cacher la vue des spectateurs. Il souhaite pour cela utiliser les toutes dernières découvertes techniques dans la construction en béton. Il imagine des tribunes en double porte-à-faux recouvertes de fins voutains de béton en double cintrage. Le poids des voutains recouvrant est ainsi compensé par l'arrière de la tribune qui repose dans le vide. Il fait appel à Egidio Babbeni, un ingénieur italien, pour arriver à réaliser son idée. Ce dernier utilise une technique de coffrage étanche en forme de voile dans lequel il fait couler du béton liquide.

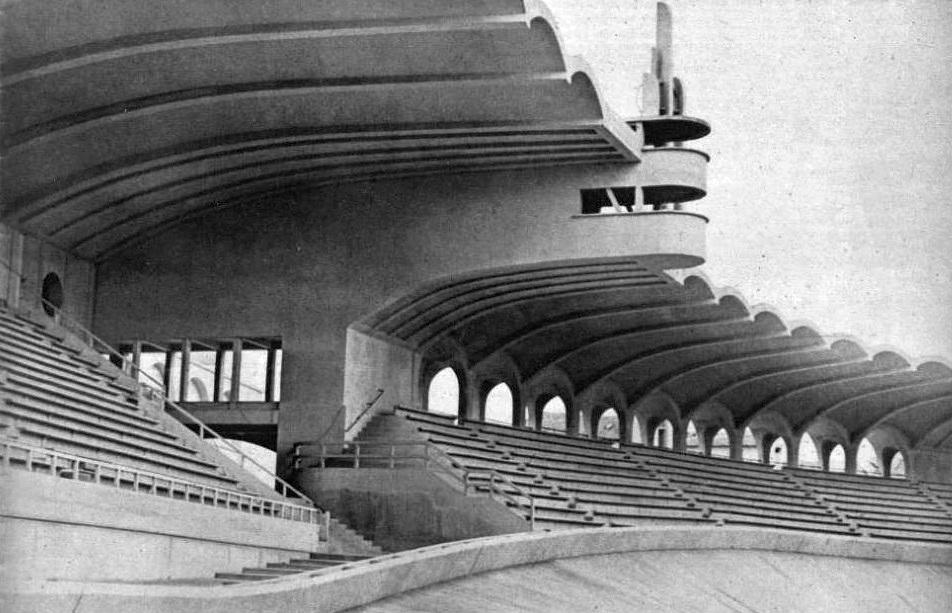
Le Stade municipal de Bordeaux en 1938.

Très-inspiré par l'art déco, Raoul Jourde inclut des éléments de ce style, notamment une grande arcade géométrique sur le boulevard Antoine-Gautier (actuel boulevard du Maréchal Leclerc), un long « signal » blanc inspiré d'un bouchon de radiateur de voiture, des gouttières géométriques dont le sommet de forme triangulaire rappelle les vasques d'un stade antique. Raoul Jourde utilise les mêmes sources d'inspiration pour le stade d'athlétisme annexe : motifs géométriques, voutains de béton pour les gradins du mur de pelote basque, etc.
Les plans innovants de Jourde suscitent la méfiance du comité d'architectes de la ville qui multiplie des rapports d'expertise concernant la faisabilité du projet. Dabbeni change plusieurs fois les dimensions des voutains et le budget de construction explose, poussant Jourde à la démission. Il est remplacé dans la suite du projet par son rival Jaques d'Welles. Bien qu'il ait conçu les plans originaux et dirigé la première phase des travaux, le nom de Raoul Jourde ne sera pas écrit sur la plaque inaugurative.
Si d'Welles ne modifie pas l'idée principale de son prédécesseur de faire des tribunes en béton couvertes sans piliers, il ajoute néanmoins quelques améliorations au projet : un deuxième « signal » est construit à l'entrée du stade annexe, et surtout, les escaliers d'accès se situent dorénavant à l'extérieur.
Construction du stade Lescure (38 photos du fond Francis Baudy).

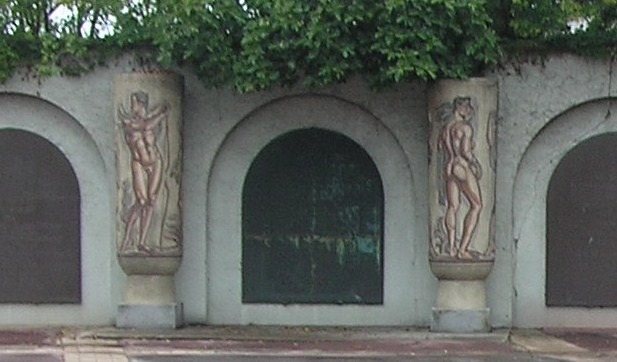
Vases de René Buthaud.

Les vases monumentaux situés dans la cour d'honneur du Parc Lescure sont l'œuvre du céramiste René Buthaud. Le Parc Lescure est inauguré le 12 juin 1938, à l'occasion du match de la Coupe du monde de football de 1938 qui oppose le Brésil à la Tchécoslovaquie, surnommé la « Bataille de Bordeaux », en raison de la rare violence de la rencontre.
Un an plus tard c'est le Rugby à XIII, très en vogue à l'époque, qui remplit le stade à ras bord avec un France-Galles qui donne aux Français leur première victoire en tournoi international.
Le Parc Lescure accueille plusieurs événements sportifs de la vie bordelaise : les arrivées du Tour de France, le premier titre de champion de France professionnel des Girondins en 1950, les phases finales du championnat de France de rugby, ou encore des matches de hockey sur gazon, voire de la boxe.

### Travaux de rénovation à la fin duXXesiècle
En 1986, une première vague de travaux, confiés à l'architecte Guy Dupuis, porte, avec la suppression de la piste cycliste et l'élévation des gradins, la capacité du stade à 40 000 places. Le premier match sous sa configuration actuelle eu lieu le 8 février 1987 contre Everton.
Pour la Coupe du monde de football de 1998, la rénovation du stade est confiée à Michel Moga, et comporte la modernisation des équipements et la transformation de toutes les places en places assises ainsi que la construction sur l'annexe du stade d'un centre de presse reconverti depuis en salle omnisports.
Le stade accueille également deux matchs de poule de la Coupe du monde de rugby à XV 1999. En 2001, le stade Lescure est renommé Stade Chaban-Delmas en hommage à Jacques Chaban-Delmas, qui fut maire de Bordeaux de 1947 à 1995. Avec la Coupe du monde de rugby de 2007, le stade accueille le quatrième mondial de son histoire.
Son label « Patrimoine du XXe siècle » rend sa rénovation et sa modernisation difficiles : le toit ne couvre pas les places construites après 1984 sur l'ancien vélodrome et les virages, et les contraintes techniques de la voute en béton sans pilier complexifie tout projet.
Le stade proprement dit et les installations sportives adjacentes du domaine Lescure (à l'exclusion des bâtiments construits dans les années 1990) sont inscrits à la liste des monuments historiques le 24 octobre 2022,,.

## Évènements
Le stade a accueilli un concert du groupe Dire Straits le 3 septembre 1992 devant 42 000 spectateurs.
Il a accueilli une étape du IRB Sevens World Series 2003/2004 les 28 et 29 mai 2004.
Il a accueilli trois concerts de Johnny Hallyday : le 13 juillet 2003 (avec Yannick Noah en première partie), le samedi 20 juin 2009 (avec Christophe Maé en première partie) et le mercredi 11 juillet 2012.

### Coupe du monde de football 1938
Le stade municipal a, à l'époque, accueilli deux matchs de la Coupe du monde de football de 1938 : le quart de finale entre la Tchécoslovaquie et le Brésil, durant lequel se déroule la Bataille de Bordeaux et le match pour la troisième place. À l'époque, le stade ne possédait que 25 000 places :
- Brésil 2-1  Tchécoslovaquie ; (quarts de finale)
- Suède 2-4  Brésil ; (match pour la troisième place)

### Coupe du monde de football 1998
Le stade a accueilli cinq matchs de poules et un huitième de finale lors de la coupe du monde de football de 1998 :
- Italie 2-2  Chili le 11 juin 1998 (Groupe B)

Spectateurs : 31 800, Buts: Vieri (10e), Salas (45e, 49e), Baggio (85e pen)
- Écosse 1-1  Norvège le 16 juin 1998 (Groupe A)

Spectateurs : 31 800, Buts: Flo (46e), Burley (66e)
- Belgique 2-2  Mexique le 20 juin 1998 (Groupe E)

Spectateurs : 31 800, Buts: Wilmots (41e, 47e), Garcia Aspe (55e pen), Blanco (62e)
- Arabie saoudite 2-2  Afrique du Sud le 24 juin 1998 (Groupe C)

Spectateurs : 31 800, Buts: Bartlett (19e, 90+4e pen), Al-Jaber (45e pen), Al-Thuniyan (74e pen)
- Argentine 1-0  Croatie le 26 juin 1998 (Groupe H)

Spectateurs : 31 800, But: Pineda (36e)
- Roumanie 0-1  Croatie le 30 juin 1998 (Huitièmes de finale)

Spectateurs : 31 800, But: Šuker (45+2e pen)

### Équipe de France de football
| Liste des matchs de l'équipe de France de football disputés au stade Chaban-Delmas | Liste des matchs de l'équipe de France de football disputés au stade Chaban-Delmas | Liste des matchs de l'équipe de France de football disputés au stade Chaban-Delmas | Liste des matchs de l'équipe de France de football disputés au stade Chaban-Delmas | Liste des matchs de l'équipe de France de football disputés au stade Chaban-Delmas | Liste des matchs de l'équipe de France de football disputés au stade Chaban-Delmas | Liste des matchs de l'équipe de France de football disputés au stade Chaban-Delmas |
| N°                                                                                 | Date                                                                               | Match                                                                              | Score                                                                              | Compétition                                                                        | Affluence                                                                          |                                                                                    |
| ---------------------------------------------------------------------------------- | ---------------------------------------------------------------------------------- | ---------------------------------------------------------------------------------- | ---------------------------------------------------------------------------------- | ---------------------------------------------------------------------------------- | ---------------------------------------------------------------------------------- | ---------------------------------------------------------------------------------- |
| 1                                                                                  | 28 mars 1984                                                                       | France - Autriche                                                                  | 1-0                                                                                | Match amical                                                                       | 20 000                                                                             |                                                                                    |
| 2                                                                                  | 23 mars 1988                                                                       | France - Espagne                                                                   | 2-1                                                                                | Match amical                                                                       | 14 441                                                                             |                                                                                    |
| 3                                                                                  | 17 août 1994                                                                       | France - Tchéquie                                                                  | 2-2                                                                                | Match amical                                                                       | 15 000                                                                             |                                                                                    |

### Rugby à XIII
Le Stade municipal fut aussi le théâtre, dès 1938, de grands matchs de rugby à XIII  (France - Galles et la finale du championnat de France en 1939) joués dans un stade comble. Puis ce sport, interdit par l'État français en 1940, y retrouva une belle place après la guerre, avec le club de Bordeaux XIII et de nombreux matchs internationaux joués contre les Britanniques, Australiens et autres Néo-Zélandais, devant 25 ou 30 000 spectateurs, avant de décliner progressivement à partir de 1960.
À noter en 1954, un match de la première Coupe du monde opposant la Grande-Bretagne à la Nouvelle-Zélande devant 15 000 spectateurs.

### Coupe du monde de Rugby 1999
Le stade Chaban-Delmas a accueilli deux matchs lors de la Coupe du monde de rugby à XV 1999.
Poule C
- ven. 8 oct. :  France 47  - 13  Namibie
- sam. 9 oct. :  Fidji 38 - 22  Canada

### Coupe du monde de Rugby 2007
Le stade Chaban-Delmas a accueilli quatre matchs lors de la Coupe du monde de rugby à XV 2007.
| Date              | Equipe 1  | Score | Equipe 2 | Poule | Affluence |
| ----------------- | --------- | ----- | -------- | ----- | --------- |
| 9 septembre 2007  | Irlande   | 32-17 | Namibie  | D     | 33 694    |
| 15 septembre 2007 | Irlande   | 14-10 | Géorgie  | D     | 33 807    |
| 25 septembre 2007 | Canada    | 12-12 | Japon    | B     | 33 810    |
| 29 septembre 2007 | Australie | 37-6  | Canada   | B     |           |

### Trophée des champions (football)
Le stade a accueilli le:
- Trophée des champions 1985 : La rencontre oppose l'AS Monaco aux Girondins de Bordeaux. Les Bordelais se qualifient au titre de leur victoire en Championnat de France de football 1984-1985 et les Monégasques se qualifient pour le Trophée des champions grâce à leur victoire en Coupe de France de football 1984-1985. Le score final est de 1-1 après prolongations. Monaco remporte le trophée à la suite d'une séance de tirs au but victorieuse par 8 à 7
- Trophée des champions 2008 : Le match oppose l'Olympique lyonnais, champion de France 2007-2008 et vainqueur de la Coupe de France 2007-2008 aux Girondins de Bordeaux, vice-champions de France. À la fin du temps réglementaire (90 minutes de jeu), le score est de 0-0. Aucune prolongation n'est jouée. Les Bordelais s'imposent lors de la séance de tirs au but sur le score de 5 à 4 et remportent ainsi le Trophée des champions, mettant ainsi fin à la série de six victoires consécutives des Lyonnais dans cette compétition.

### Finales de rugby
Le stade Chaban-Delmas a accueilli les finales suivantes :
| Date de la finale | Compétition           | Vainqueur             | Score     | Finaliste       | Spectateurs |
| ----------------- | --------------------- | --------------------- | --------- | --------------- | ----------- |
| 27 avril 1924     | Championnat de France | Stade toulousain      | 3 – 0     | US Perpignan    | 20 000      |
| 2 mai 1926        | Championnat de France | Stade toulousain      | 11 – 0    | US Perpignan    | 25 000      |
| 18 mai 1930       | Championnat de France | SU Agen               | 4 – 0 ap  | US Quillan      | 28 000      |
| 10 mai 1931       | Championnat de France | RC Toulon             | 6 – 3     | Lyon OU         | 10 000      |
| 5 mai 1932        | Championnat de France | Lyon OU               | 9 – 3     | RC Narbonne     | 13 000      |
| 7 mai 1933        | Championnat de France | Lyon OU               | 10 – 3    | RC Narbonne     | 15 000      |
| 30 mai 1948       | Coupe de France       | Castres olympique     | 6-0       | FC Lourdes      | 27 500      |
| 22 mai 1955       | Championnat de France | USA Perpignan         | 11 – 6    | FC Lourdes      | 39 764      |
| 24 mai 1959       | Championnat de France | Racing Club de France | 8 – 3     | Stade montois   | 31 098      |
| 2 juin 1963       | Championnat de France | Stade montois         | 9 – 6     | US Dax          | 39 000      |
| 28 mai 1967       | Championnat de France | US Montauban          | 11 – 3    | CA Bègles       | 32 115      |
| 16 mai 1971       | Championnat de France | AS Béziers            | 15 – 9 ap | RC Toulon       | 25 737      |
| 31 janvier 1998   | Coupe d'Europe        | Bath Rugby            | 19 – 18   | CA Brive        | 36 500      |
| 27 mai 2007       | Pro D2                | US Dax                | 22 – 16   | Stade rochelais |             |
| 27 mai 2012       | Pro D2                | Stade montois         | 29 - 20   | Section paloise | 23 928      |
| 19 mai 2013       | Pro D2                | CA Brive              | 30 - 10   | Section paloise | 33 175      |
| 25 mai 2014       | Pro D2                | Stade rochelais       | 31 - 22   | SU Agen         | 33 262      |
| 21 mai 2017       | Pro D2                | SU Agen               | 41 - 20   | US Montauban    | 31 783      |

Le stade a également accueilli plusieurs demi-finales du Top 14 (2002, 2003, 2005, 2007, 2008 et 2009), la demi-finale de H Cup opposant l'ASM Clermont à la province irlandaise du Leinster le 29 avril 2012 et la demi-finale de la coupe d'Europe opposant le Racing 92 à la province irlandaise du Munster le 22 avril 2018. Le 27 avril 2024, le Stade accueille 28 063 personnes pour le match opposant la France à l'Angleterre en marge du tournoi des six nations féminin, ce qui en fait la plus grande affluence pour un match de rugby féminin en France.

### Barbarians Français
Depuis 1989, Chaban-Delmas a accueilli 5 matches des Barbarians Français, club temporaire de rugby à XV sur invitation, et qui sert aujourd'hui d'équipe de France bis.
| Date             | Equipe 1            | Score | Adversaire            | Affluence |
| ---------------- | ------------------- | ----- | --------------------- | --------- |
| 22 octobre 1989  | Barbarians français | 16-32 | Fidji                 | 5 000     |
| 1 novembre 2005  | Barbarians français | 12-42 | Australie A (en)      | 25 000    |
| 24 novembre 2016 | Barbarians français | 19-11 | Australie A (en)      | 30 028    |
| 10 novembre 2017 | Barbarians français | 19-15 | Māori de Nlle Zélande | 30 072    |
| 10 novembre 2018 | Barbarians français | 38-49 | Tonga                 | 12 000    |

## Clubs résidents

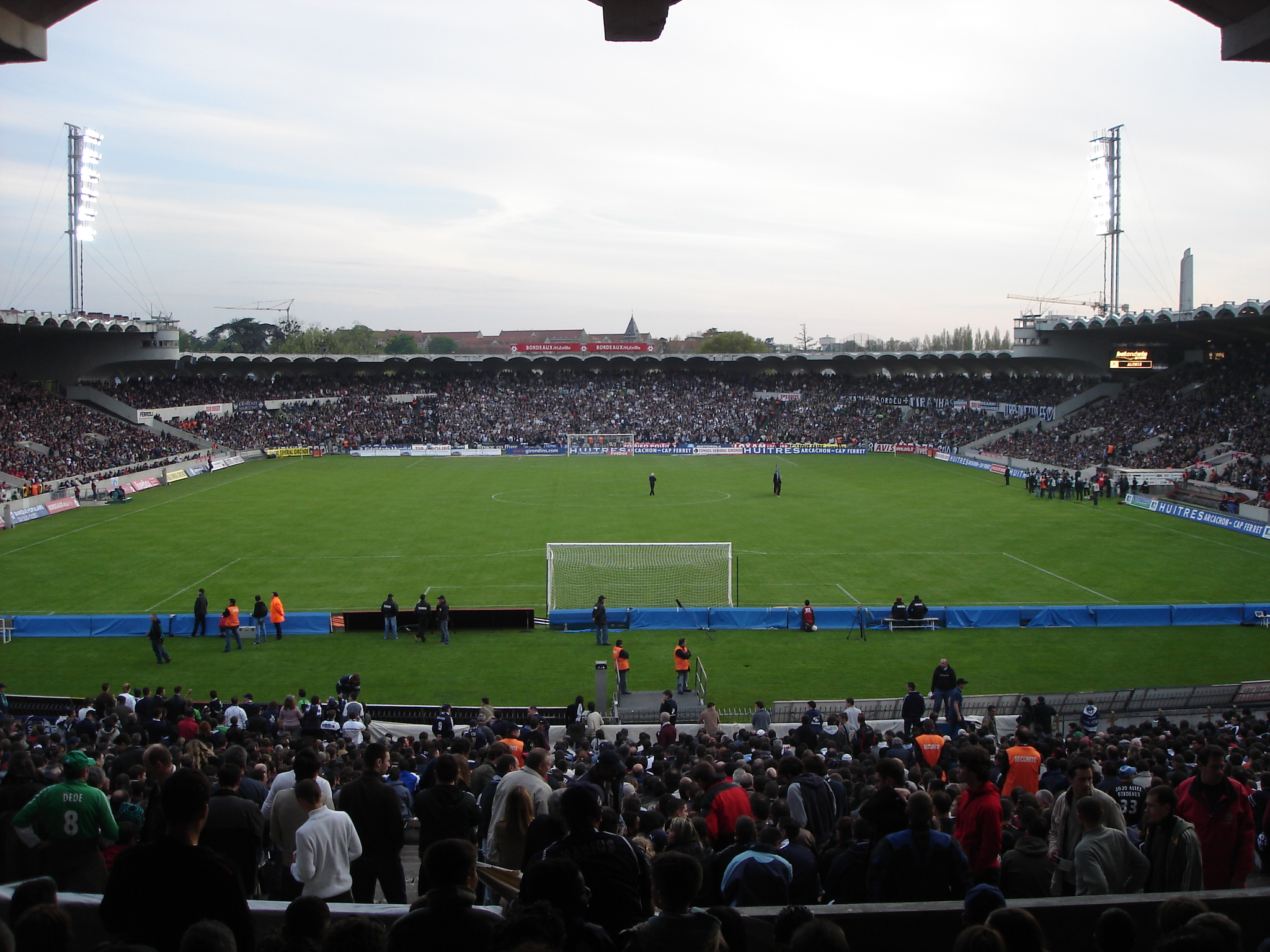
Le stade Chaban-Delmas lors d’un match de football des Girondins de Bordeaux

### Girondins de Bordeaux
Le FC Girondins de Bordeaux ont joué en alternance au stade des Chartrons et au parc Lescure à partir de 1938 avant de devenir club résident du parc Lescure de 1958 à 2015.
Ils ont disputé leur dernier match au stade le 9 mai 2015 face à Nantes et se sont imposés sur le score de 2-1, avant de jouer, en mai 2015, au nouveau stade de Bordeaux, dans le quartier de Bordeaux-Lac.

### Union Bordeaux Bègles
À l'occasion de la montée du club en Top 14 (saison 2011-2012), il a été décidé que les matchs seraient partagés entre le stade André-Moga (à Bègles) et le stade Chaban-Delmas.
Durant la saison de Top 14 2011-2012, le stade Chaban-Delmas a accueilli les grandes affiches de l'Union Bordeaux Bègles, promu en top 14.
À l'occasion des saisons 2012-2013 et 2013-2014 du Top 14, le stade accueille huit des treize matchs de l'Union Bordeaux Bègles. Lors de la saison 2014-2015, l'UBB joue dix matches au stade Chaban-Delmas et trois au stade André-Moga. Cette saison préfigure celle où l'UBB devient le club résident du stade Chaban-Delmas (2015-2016).
Quand a été lancé le projet de nouveau stade, de nombreux supporteurs ainsi que les dirigeants du club ont œuvré pour que le stade Chaban-Delmas devienne le terrain de l'Union Bordeaux Bègles. Devant l'engouement des supporters de l'UBB, Alain Juppé, maire de Bordeaux, et Noël Mamère, son homologue à Bègles, se mettent d'accord le 18 avril 2014 pour que l'UBB s'installe à Chaban-Delmas l'année suivante. Le stade Chaban-Delmas devient le stade de l'UBB en 2015. Un projet de rénovation avec une jauge réduite à 25 000 places est alors lancé avec des travaux qui débuteraient en 2018. En juin 2016, le projet de l'architecte Pierre Ferret est choisi. En juin 2016, le projet est stoppé.

## Affluences

### Records d'affluence
| Rang | Spectateurs      | Compétition (Tour)                                                      | Rencontre                                         | Date            |
| ---- | ---------------- | ----------------------------------------------------------------------- | ------------------------------------------------- | --------------- |
| 1    | 40 211           | Coupe des clubs champions européens 1984-1985 1/2 finale                | Girondins de Bordeaux - Juventus                  | 22 avril 1985   |
| 2    | 39 764 ou 40 000 | Championnat de France de rugby à XV 1954-1955 Finale                    | USA Perpignan - FC Lourdes                        | 22 mai 1955     |
| 3    | 39 000           | Championnat de France de rugby à XV 1962-1963 Finale                    | Stade montois - US Dax                            | 2 juin 1963     |
| 4    | 38 519           | Championnat de France de football D2 1991-1992 Gr. B                    | FC Girondins de Bordeaux - RC Strasbourg          | 25 avril 1992   |
| 5    | 38 056           | Championnat de France de football 1986-1987                             | FC Girondins de Bordeaux - Olympique de Marseille | 11 avril 1987   |
| 6    | 37 082           | Coupe d'Europe des vainqueurs de coupe de football 1986-1987 1/2 finale | FC Girondins de Bordeaux - Lokomotive Leipzig     | 8 avril 1987    |
| 7    | 36 615           | Championnat de France de football 1989-1990                             | FC Girondins de Bordeaux - Olympique de Marseille | 21 octobre 1989 |
| 8    | 35 067           | Coupe des clubs champions européens 1984-1985 1/8 de finale             | FC Girondins de Bordeaux - Dinamo Bucarest        | 7 novembre 1984 |
| 9    | 35 000           | Coupe des clubs champions européens 1987-1988 1/4 de finale             | FC Girondins de Bordeaux - PSV Eindhoven          | 2 mars 1988     |
| -    | 35 000           | Coupe UEFA 1995-1996 Finale                                             | FC Girondins de Bordeaux - Bayern Munich          | 15 mai 1996     |
| -    | 35 000           | Coupe UEFA 1998-1999 1/4 de finale                                      | FC Girondins de Bordeaux - Parme FC               | 2 mars 1999     |
| 12   | 34 466           | Championnat de France de football 1992-1993                             | FC Girondins de Bordeaux - Olympique de Marseille | 7 octobre 1992  |
| 13   | 33 897           | Ligue des champions de l'UEFA 2009-2010 1/4 de finale                   | FC Girondins de Bordeaux - Olympique lyonnais     | 7 avril 2010    |
| 14   | 33 382           | Top 14 2011-2012 21e Journée                                            | Union Bordeaux Bègles - Stade toulousain          | 23 mars 2012    |
| 15   | 33 262           | Pro D2 2013-2014 Finale                                                 | SU Agen - Stade rochelais                         | 25 mai 2014     |
| 16   | 33 175           | Pro D2 2012-2013 Finale                                                 | Pau - CA Brive                                    | 19 mai 2013     |

## Description
Dès son origine, le complexe sportif du parc Lescure comporte plusieurs unités : le stade, un vélodrome, un centre d'athlétisme. Le stade possède cinq entrées, dont une qui donne accès aux tribunes d'honneur.
En prévision de l'accueil de plusieurs matchs de la Coupe du monde de rugby à XV 2007 le stade s'est équipé à l'été 2007 de deux écrans géants de 37 m² de surface chacun. L'éclairage est de 1 609 lux.
Le tunnel reliant les vestiaires des joueurs au terrain est le plus long d'Europe (près de 120 mètres). La longue marche des joueurs pour accéder à la pelouse est un élément classique des retransmissions télévisées des rencontres se jouant à Bordeaux, et a parfois été décrite comme pouvant déstabiliser les équipes visiteuses qui n'y étaient pas préparées.

## Transports en commun
Le stade est desservi par la ligne A du tramway de Bordeaux à la station Stade Chaban-Delmas et par les lignes de bus 1 et 9.